# 田中健 (バスケットボール)
田中 健（たなか けん、1981年7月28日 - ）は、アメリカ合衆国・ロサンゼルス出身のバスケットボール選手である。ポジションはフォワード。188cm、84kg。

## 人物
Van Nuys高校からNCAAディビジョンIII所属のウィティア大学に進み活躍。
卒業後の2004年に訪日。日本国籍も取得し松下電器に入団。
2005年、スーパーリーグに新規参入した福岡レッドファルコンズに移籍。しかしシーズン途中でチームが消滅。
2006年、トヨタ自動車アルバルクに移籍したが、ベンチを温める試合が多く1シーズンで解雇される。
その後新天地を求め、様々なトライアウトを受験。bjリーグで琉球ゴールデンキングスよりドラフト2巡目指名を受けるなど各球団のオファーから、栃木ブレックスを選択した。
2009-10シーズンはリンク栃木初優勝に貢献しベスト5に選出。日本代表候補にも選ばれる。
2011年、トヨタ自動車に復帰。
2014年、退団。
2015年、東京海上日動ビッグブルーに加入。
2015年、3x3PREMIER.EXEのBREX.EXEに所属。
2016年から2017年までsnき3x3プロチームのTACHIKAWA DICEに所属
2017年7月11日東京海上日動ビッグブルー契約満了発表。